# Итальянский переулок (Таганрог)
Итальянский переулок — переулок в центральной исторической части города Таганрога (Ростовская область).

## География
Проходит от Греческой улицы до улицы Шевченко, заканчиваясь пологим Банным спуском к морю (в советское время — Дуровским). Протяжённость переулка — 1860 метров.

## История

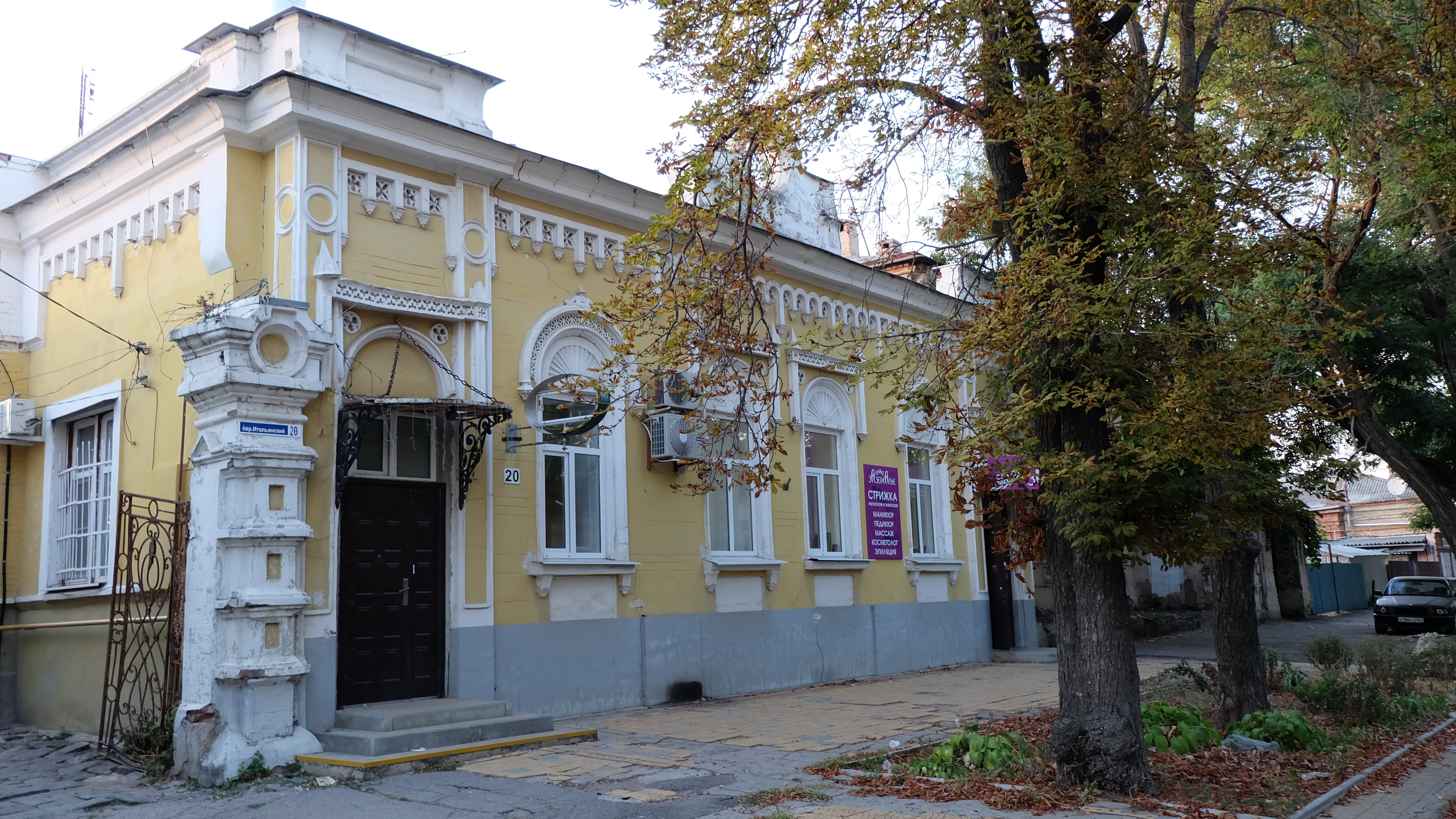
Дом Золотарёва

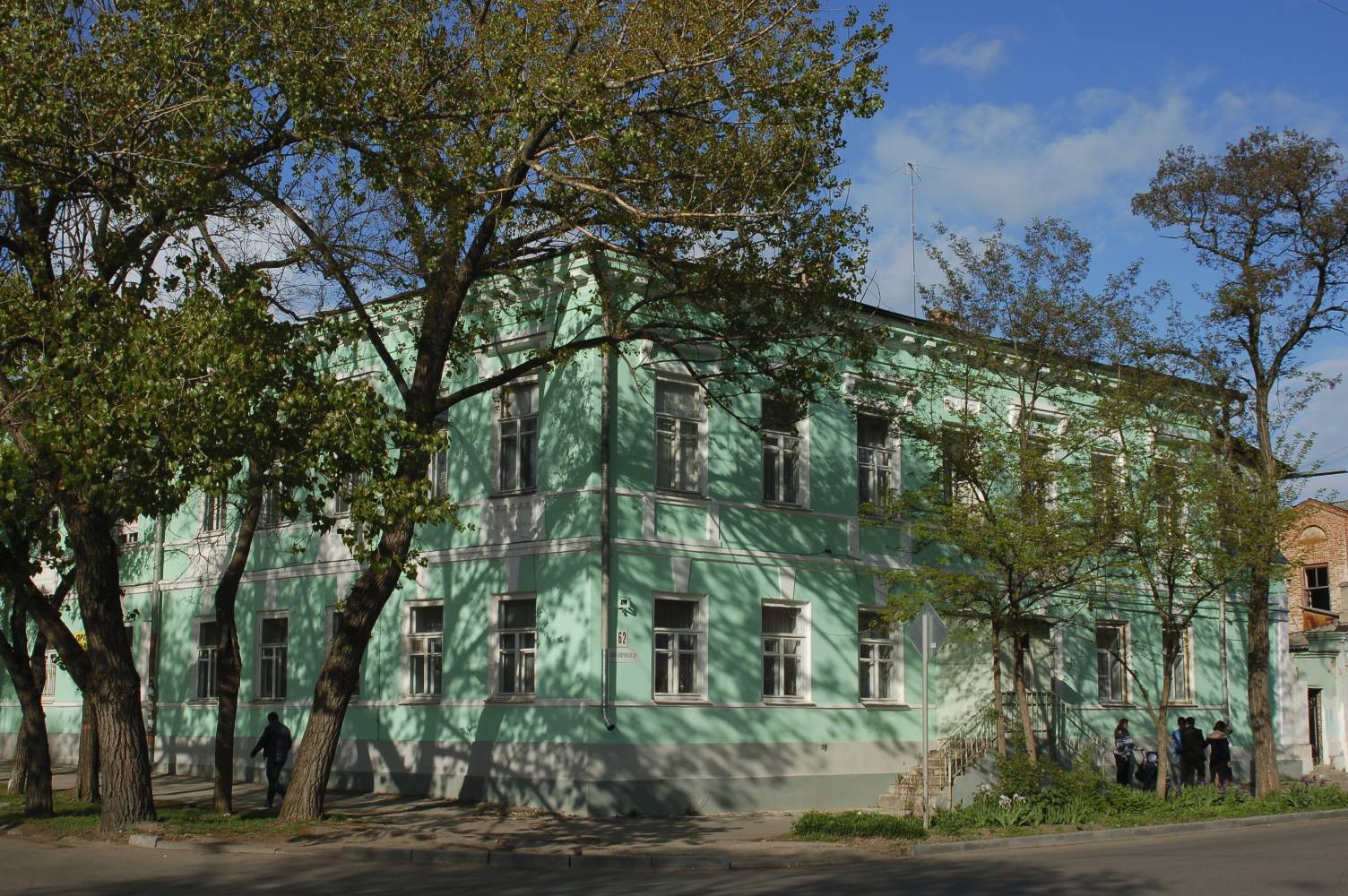
Дом Каменнова

Предыдущие названия — Пятый Поперечный, Итальянский, Исполкомовский.
Исполкомовским переулок был назван в 1923 году, решением горсовета по инициативе управления коммунального хозяйства города. Новое название «Исполкомовский» переулок получил благодаря располагавшемуся на углу Итальянского переулка и Петровской улицы зданию, в котором наряду с горкомом партии размещался Исполнительный комитет городского Совета депутатов трудящихся.
Название «Итальянский» было возвращено переулку в 1990 году.
До 1880-х годов проезжая часть переулка имела грунтовое покрытие и после дождей утопала в чернозёме, перемешанном с глиной. С 1880 по 1895 год в городе активно замащивались дороги «камнем крепкой породы правильной кубической формы», тогда же замостили и Итальянский переулок.
В первой четверти XIX века нумерация домов отсутствовала, её ввели только в 1832 году. Нумерация неоднократно подвергалась изменениям: в XIX веке трижды, в 1844, 1867 и 1878 годах, в XX веке дважды.
В первой четверти XX века вблизи Итальянского переулка был создан летний сад Сарматовой.

## В Итальянском переулке расположены
- Итальянский пер. 4 — редакция «Новой таганрогской газеты».
- Итальянский пер. 6 — магазин «Книга».
- Итальянский пер. 7 — кинотеатр «Луч» (угол Петровской ул., 57).
- Итальянский пер. 7 — кафе «Бамбук».
- Итальянский пер. 9 — Дом Даллапорте, магазин бытовой химии.
- Итальянский пер. 11 — Дом Драгослава, стоматология.
- Итальянский пер. 16 — Дом Шимановского.
- Итальянский пер. 18 — Дом Папанагиоти.
- Итальянский пер. 20 — памятник архитектуры Дом Золотарёва.
- Итальянский пер. 22 — Дом Ходжаева.
- Итальянский пер. 27 — Дом Каменнова — двухэтажное здание середины XIX века. Объект культурного наследия регионального значения. Решение № 301 от 18.11.92 г.

## Памятники
- Итальянский пер. 9 — «Дружба не ржавеет» (скульптор Акоп Халафян, 2010).